# فیصل حسین
فیصل حسین (انگلیسی: Faisal Hossain؛ زادهٔ ۲۶ اکتبر ۱۹۷۸) بازیکن کریکت اهل بنگلادش بود.